# Anarquismo na Espanha
O anarquismo por ser uma filosofia política que propõe uma sociedade de liberdades individuais, sem autoridade ou poder estatal, baseada na ajuda mútua e na cooperação voluntária, historicamente encontrou grande respaldo e influência no território espanhol, especialmente antes da vitória do general Francisco Franco na Guerra Civil espanhola, e durante esta (entre 1936 e 1939), ao se iniciar a chamada Revolução Espanhola.
Existiam muitas variantes do anarquismo na Espanha: o anarquismo do campesinato na área rural de Espanha, o anarcossindicalismo urbano na Catalunha, especialmente em sua capital Barcelona, e o Anarquismo que é às vezes chamado de "puro" em outras cidades, tais como Zaragoza. No entanto, esses movimentos eram bastante semelhantes e compartilhavam uma ideologia comum.
A princípio, os êxitos do movimento anarquista foram esporádicos. Porém, com o tempo, os anarquistas começaram a organizar greves que acabaram se disseminando por todo o país. Normalmente, a repressão da polícia reduziu o número de manifestantes, mas, ao mesmo tempo, causou maior revolta da população. Este ciclo ajudou a liderar uma era de violência mútua, no início do século XX, em que anarquistas e pistoleiros armados pagos por donos de empresas, cometeram vários assassinatos políticos.
Posteriormente, no século XX, a violência começou a diminuir, e o movimento ganhou velocidade com a revolta de anarcossindicalismo e da criação do grande sindicato libertário, a CNT. As greves gerais passaram a ser comuns, e uma grande parte do movimento operário espanhol adotou o ideal anarquista. A FAI desde a sua criação foi uma associação essencialmente libertária, cuja intenção era garantir que a C.N.T. permanecesse fiel aos princípios do anarquismo.
Os anarquistas desempenharam um papel de destaque na luta armada contra a ditadura de Franco durante a Guerra Civil Espanhola. Ao mesmo tempo, uma revolução social de grande escala se expandiu por todo o território espanhol ao sul, onde todas as terras e fábricas foram coletivizadas e controladas pelos trabalhadores. A revolução começou a decair com o crescimento da filiação e a ascensão ao novo governo, em meados de 1937, do Partido Comunista da Espanha, cuja política era determinada pelo Ministério do Exterior da União Soviética stalinista. Este partido iniciou uma política de militarização progressiva e assimilação das  milícias populares, hierarquizando e diminuindo a influência destas na administração estatal, assim como fortalecendo e recuperando o controle institucional do Estado. Assim, incrementando seu caráter repressivo, reduzindo a influência dos principais grupos revolucionários e milicianos, e restringindo sua liberdade de ação, tal como a proibição do jornal da FAI e a censura de outros meios. Porém, o fim verdadeiro só ocorreria com o fim da guerra em 1939, com a vitória do exército comandado por Franco, o qual  executaria centenas de anarquistas e encarceraria um grande número de dissidentes, como presos políticos, a maioria esquerdistas, republicanos e críticos do novo regime. Porém, a resistência a sua ditadura nunca cessou completamente, ainda havia simpatizantes participando em atos de sabotagem e outros modos de ação direta, e, em alguns casos, atentados contra a vida do próprio governante.
O legado deles continua sendo importante até hoje, particularmente para os anarquistas, e todos aqueles que vêem seus atos como um precedente histórico de confirmação para um possível processo de mudança social revolucionária, com a instauração de uma estrutura social sem governo, organizada através da participação direta do povo e direção coletiva e democrática dos meios de produção.

## História

### Início

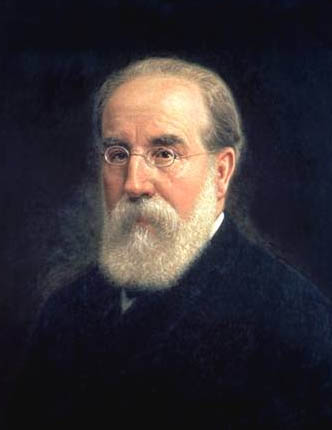
O federalista Francisco Pi y Margall.

Em meados do século XIX, a revolução ideias eram geralmente desconhecidos na Espanha. O mais próximo foi a fundação de um movimento entre os seguidores de Proudhon, conhecidos como federalistas, o mais famoso deles foi de Francisco Pi y Margall (nomeado em sua morte, "O mais sábio dos federalistas, quase um anarquista" pelo filósofo anarquista Ricardo Mella). Sentimentos associados com o anarquismo, como o anticlerical e da abolição da governação, estavam espalhados ao redor Espanha. Houve também agitação no interior do campesinato, que não estava relacionado a qualquer movimento político, em especial, uma vez que ela nasceu devido a outras circunstâncias. O mesmo aconteceu nas cidades, muito antes de os trabalhadores estavam familiarizados com a anarcossindicalismo, houve greves gerais e de outros conflitos entre trabalhadores e seus empregadores.
membros para a Primeira Internacional, uma organização internacional que contribuiu para unificar os grupos de trabalhadores para o benefício da classe trabalhadora, que será, então, suprimida pelo marxista.
Fanelli falava em francês e italiano, a fim de que compreendessem pouco do que ele estava a dizer, exceto um homem, Thomas Morago González, que sabia francês. O efeito, porém, foi o mesmo Anselmo Lorenzo percebeu que o seu discurso:
Sua voz tinha um tom metálico e era suscetível a todas as flexões apropriadas para o que ele estava dizendo, passando rapidamente de entonações de fúria e amenas contra os tiranos e exploradores para tornar-se lastimosa e consoladora… nós podíamos compreender sua expressiva mímica e seguir seu discurso.— Anselmo Lorenzo
Estes trabalhadores, ansiando muito mais do que o oferecido leve do que o radicalismo passam então a ser o núcleo do movimento anarquista na Espanha, espalhando rapidamente "a ideia" através da Espanha.

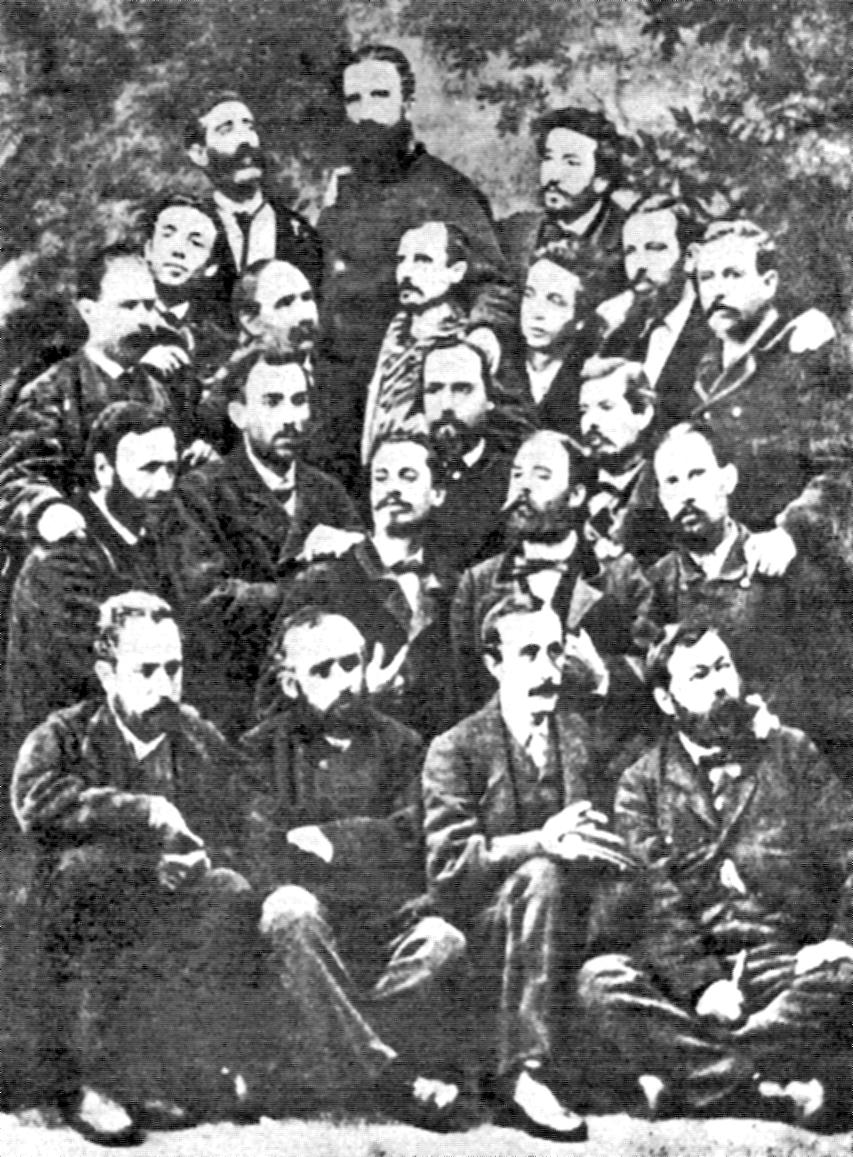
Giuseppe Fanelli e o núcleo internacionalista espanhol que iria formar uma nova seção da AIT.

As oprimidas e marginalizadas classes trabalhadoras foram mais suscetíveis a uma ideologia que atacava as instituições que eles mesmos percebiam serem opressivas: O Estado com sua corrupção e brutalidade, o capitalismo com a grande divisão entre a sofrida pobreza e a grande riqueza, e a onipotente e repressiva instituição da religião organizada.
Os oprimidos  marginalizados, classe trabalhadora em geral, eram muito sensíveis a uma ideologia que atacasse as instituições que eles percebiam como opressiva, nomeadamente o estado com a sua corrupção e brutalidade, o capitalismo com os seus doze sofrido dezenas divididos entre pobreza e riqueza e do todo-poderoso e repressivas instituição de religiosa organizações.
Uma Seção da Primeira Internacional foi criada em Madrid. Uns poucos especializados anarquistas, após "a ideia introduzida pelo Fanelli, começaram a manter reuniões, dar palestras, e atrair mais seguidores. Em 1870 seção da Internacional Madrid tinha subitamente adquirido 2.000 membros.
O anarquismo ganhou uma lista muito maior de seguidores em Barcelona, um baluarte na rebelião do proletariado, ludismo e sindicatos. A classe trabalhadora militante, assim como em Madri, foi introduzida na filosofia do anarquismo nos fins da década de 1860. em 1869, uma seção da Internacional foi formada em Barcelona.
Estes centros de atividade revolucionária continuaram propagar idéias, através de discursos, discussões, encontros, e seus periódicos, La Solidaridad. O anarquismo havia rapidamente germinado por toda Espanha,  vilas e cidades, e em organizações autônomas. Alguns dos povos rurais já tinham estruturas anárquicas antes da disseminação das idéias anarquistas.

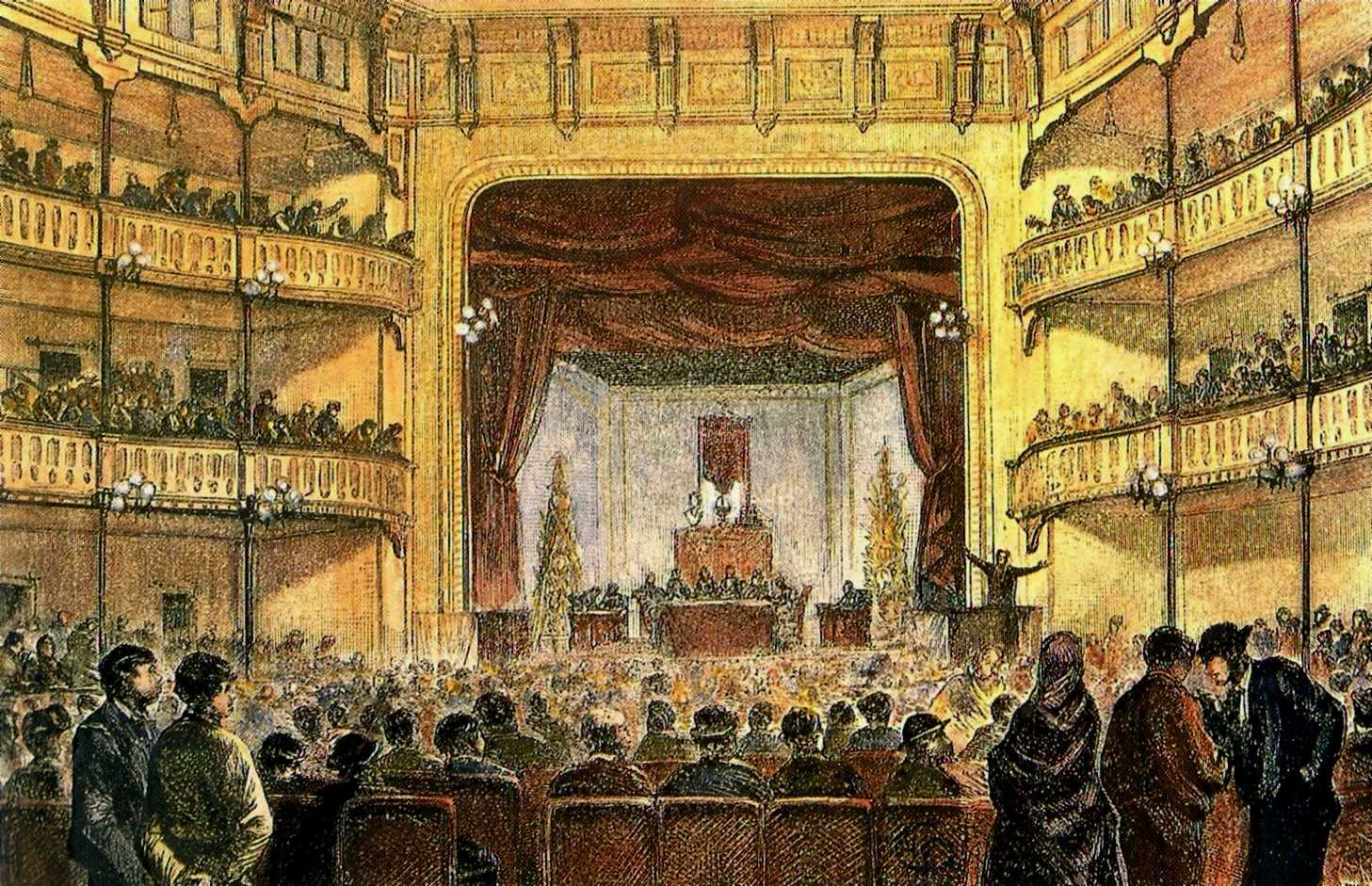
Uma gravura do Congresso 1870

Um acontecimento importante nesses anos foi o Congresso de 1870, em Barcelona, onde delegados de 150 organizações trabalhistas se reuniram, junto com milhares de trabalhadores terem comum ("ocupar cada cadeira, o preenchimento dos corredores, para além da entrada e esparramados,"Segundo o Murray Bookchin). A secção espanhola da Internacional foi deslocado aqui, como o espanhol Federação Regional (também conhecido simplesmente como a Federação Espanhola), e discutida a futura estrutura da organização. O Congresso teve uma clara direção anarquista apesar da presença de membros dos anarquistas internacionais a partir de outras nações européias. Isto foi visto com desdém pela imprensa e os partidos políticos existentes. Congresso de abrir o atentado ao processo político era visto como um meio legítimo de mudança e de futuro para o poder dos sindicatos, como o CNT.
O socialista e liberal no seio da federação espanhola tentou reorganizar-se na Espanha 1871 negócio em cinco seções com vários comitês e conselhos. Alguns anarquistas no seio do grupo sentiram que este era contrário à sua crença na descentralização. Um ano de conflitos teve lugar, no qual lutou contra os anarquistas "autoritários" dentro da Federação e finalmente os expulsaram em 1872. No mesmo ano, Mikhail Bakunin foi expulso da Internacional pelos marxistas, que eram a maioria. Os anarquistas, vendo a hostilidade dos seus antigos aliados da esquerda, reformou a natureza da sua circulação na Espanha. A Federação Espanhola chegou a ser descentralizado, agora dependente da ação e os trabalhadores mais experientes e não burocrático dos conselhos, um grupo que está estruturado de acordo com os princípios anarquistas.

### Primeiros tumultos, 1873 a 1900

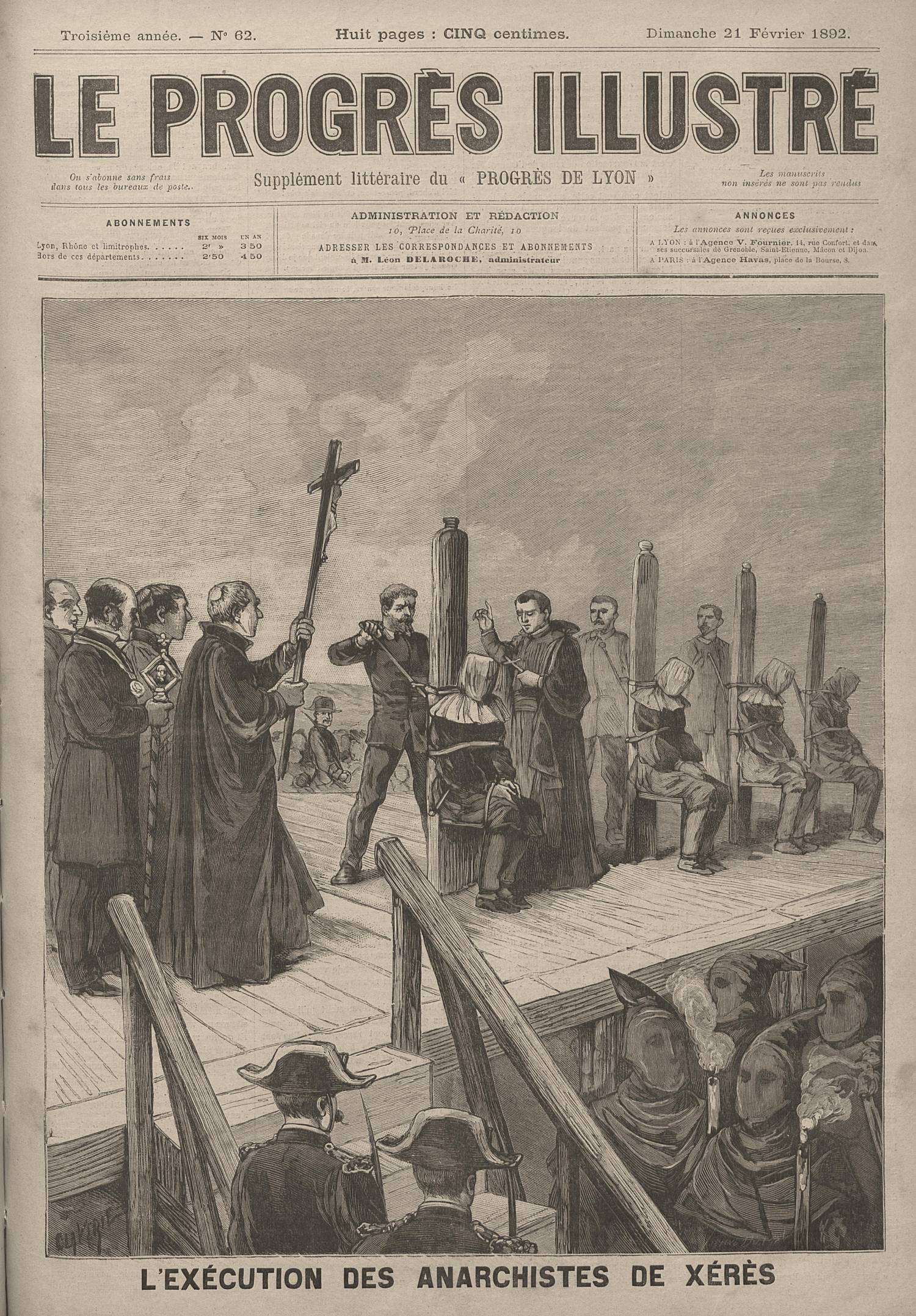
Matéria ilustrada do jornal francês Le Progrès Illustré sobre a Execução de anarquistas em Xerez.

Na região de Albany, os trabalhadores protestaram, em 1873, oito horas por dia, seguido de grande agitação entre os anarquistas. A disputa tornou-se violenta quando a polícia disparou contra uma multidão desarmada, o que causou a invasão da prefeitura pelos trabalhadores, em resposta. Histórias sensacionalistas sobre atrocidades foram citadas pela imprensa, sem registros oficiais: crucificado sacerdotes, os homens envoltos em chamas, e assim por diante.
O governo agiu rapidamente para eliminar a Federação Espanhola. Salas foram fechadas, os membros presos publicações suspensas. Até a chegada do século XX, o anarquismo do proletariado permaneceu relativamente abafado.
Contudo, as ideias anarquistas continuaram sendo populares na zona rural da Espanha, aonde camponeses sem terra tentaram uma série de rebeliões falidas com intenção de dar um passo para o comunismo libertário. Do começo ao fim da década de 1870, a Federação Espanhola se manifestou na áreas de campo de Andaluzia depois da decadência de seus seguidores urbanos. No começo de 1870, uma seção da Internacional foi formada em Córdoba, criando um vínculo necessário entre os movimentos urbanos e rurais.
Estes pequenos aumentos foram destruídos pela repressão do Estado, o qual durante a década de 1870 havia forçado o movimento a entrar na clandestinidade. A Federação Espanhola decaiu e os sindicatos convencionais por um tempo começaram a replanejar a ação revolucionária, mas os anarquistas permaneceram sendo abundantes e suas ideias não foram esquecidas; A natureza liberal deste período foi mais motivo de desespero do que o descontentamento com ideias revolucionárias. Os anarquistas deixaram de atuar como "tigres solitários"; tentaram organizações de massas, tais como o Pacto da União e Solidariedade, tendo alguns pequenos êxitos mas todos terminado em fracasso.
A escassez de organizações revolucionárias supunha que muitos anarquistas cometeram atos de violência como uma forma de ação diretam e ocasionalmente provocar revoltas, como em Xerez, sem sucesso. Como resposta o governo igualou o anarquismo com o terrorismo. Os anarquistas se encontraram com uma forte repressão; um famoso exemplo é a prisão massiva e posterior tortura de prisioneiros anarquistas no castelo de Montjuïc em Barcelona em 1892. Quase 400 pessoas foram levadas à masmorra. Os informes internacionais narravam a brutalidade exercida com os prisioneiros: Homens pendurados no teto, com genitais retorcidos e queimados, unhas arrancadas. Muitos morreram antes do julgamento, quando cinco foram finalmente executados.

### A revolta dos anarco-sindicalistas
O terrorismo chegou a ser menos comum perto da virada do século. Os anarquistas viram a crescente necessidade de uma forma de ação direta capaz de derrotar o Estado e o Capitalismo. A ideia do sindicalismo voltou a ser popular (o anarcossindicalismo) Para diferenciar-se do sindicalismo reformista que existia em outras partes da Europa. Os anarcocomunistas se viram forçados a adotar as ideias sindicalistas e se mantiveram a margem, até que logo os dois grupos se tornaram indistinguíveis.
Uma nova organização, a federação de sociedades de trabalhadores da região espanhola, foi formada em 1900. A organização adotou o sindicalismo sobre as bases liberais. Seu exito foi imediato: greves gerais afloraram por toda a Espanha no mesmo ano. Muitas dessas greves não possuíam uma liderança em destaque e lutavam diretamente pela classe trabalhadora. Em oposição as greves reformistas, muitas dessas greves não faziam demandas claras (ou as absurdas demandas internacionais, como por exemplo a demanda de deixar em sete horas e meia a jornada laboral de oito horas); mas em outro casos as demandas dos trabalhadores exigiam nada menos que o fim do capitalismo. O governo espanhol respondeu duramente, e a Federação de Associações de Trabalhadores foi suprimida. Mas a natureza descentralizadora do anarcossindicalismo fez com que fosse impossível destruí-la, provocando unicamente um avivamento dos ânimos para a resistência.

### A Semana Trágica
Os acontecimentos em 1909 prepararam os ânimos para uma nova greve geral em Barcelona. Uma fábrica têxtil foi fechada com 800 trabalhadores foram demitidos. Por todo o setor industrial, exceto a indústria têxtil os salários foram cortados pela metade. Nesse clima de incerteza começam os planejamentos para uma paralisação generalizada. Simultaneamente o governo emite uma convocatória chamando os reservistas do exército para combater no Marrocos, onde grupos hostis ao projeto colonial espanhol atacavam tropas espanholas. Os reservistas, em sua maioria da classe operária, não estavam dispostos a arriscarem suas vidas na proteção dos interesses de seus governantes e patrões - os conflitos no Marrocos paralisavam as rotas de importantes espaços de extração de minérios dando prejuízo aos capitalistas). Por todos o país foram organizadas encontros contra a guerra em consonância com os chamados para uma possível guerra.
Em 26 de julho, na cidade de Barcelona tem início a greve, poucas semanas depois da convocação dos reservistas. Rapidamente a paralisação dá origem a um levante generalizado. Anselmo Lorenzo registrou em uma de suas cartas "Uma revolução social se estalou em Barcelona e foi iniciada pelo povo. Ninguém a controla, nem os liberais, nem os nacionalistas catalães, nem republicanos, nem socialistas, nem anarquistas. Prédios de Policia foram atacados, linhas de trem que conduziam a Barcelona foram destruídas e várias barricadas foram levantadas. Oitenta igrejas e monastérios foram destruídos por membros do partido Radical (os quais, deve-se destacar, foram menos radicais que o resto dos anarquistas e socialistas) e seis pessoas foram assassinadas nos distúrbios.
Depois da revolta, aproximadamente 1700 indivíduos foram acusados de vários crimes. A maioria deles foram libertada, mas 450 foram sentenciados. Doze foram condenados a prisão perpétua e outros 5 executados, incluindo o educador Francisco Ferrer, idealizador das escola moderna que nem sequer estava em Barcelona durante a revolta.
Depois da semana trágica, o governo reprimiu os dissidentes. Os sindicatos foram suprimidos, os jornais passaram a sofrer censura e as escolas libertárias foram fechadas. Catalunha foi posta sob lei marcial até novembro. Recusando a possibilidade rendimento, a classe trabalhadora espanhola tornau-se ainda mais aguerrida a seus princípios revolucionários, o sindicalismo era adotado como estratégia para a revolução.

### O surgimento da CNT
O movimento anarquista precisava de uma organização nacional estável em seus primeiros anos. O anarquista Juan Gómez Casas discutiu a evolução da organização anarquista antes da organização da CNT:
Depois de um período de dispersão, a federação dos trabalhadores da região espanhola desapareceu, para ser recolocada pela Organização Anarquista da região Espanhola… Esta organização então trocou, em 1890, o pacto de Ajuda e Solidariedade, o qual foi desfeito em 1896 devido a repressiva legislação contra o anarquismo separando vários núcleos e sociedades de trabalhadores autônomos… Os restos que ficaram do FRE deram origem a Solidariedade Obreira em 1907, a antecessora direta da CNT.— Juan Gómez Casas
Existiu um consenso geral entre os anarquistas no princípio do século XX de que uma nova organização laboral nacional era necessária para trazer coerência e força ao movimento. Esta organização, nomeada como a Confederação Nacional do Trabalho (CNT) foi fundada em outubro de 1910 durante um congresso na Solidariedade Obreira. Durante este congresso, uma resolução declarava que o propósito da CNT seria "apressar a emancipação economica da classe trabalhadora através da expropriação revolucionária da burguesia…" A CNT começou sendo pequena, com aproximadamente trinta mil membros através de vários sindicatos e outras confederações.
A confederação nacional foi dividida em pequenas sedes regionais, as quais eram novamente divididas em pequenos sindicatos. Apesar desta estrutura, conseguiu-se escapar de certa maneira da burocracia. As iniciativas para as decisões provinham dos sindicatos. Ali não existiam funcionários pagos; todas as posições eram ocupadas por trabalhadores comuns. As decisões feitas pelas delegações nacionais não deveriam ser seguidas. A CNT foi nestes aspectos muito diferente ao rígido sistema dos sindicatos socialistas.
Uma greve geral foi convocada cinco dias depois de sua fundação. A greve se estendeu através de muitas cidades por toda a Espanha; em uma cidade, trabalhadores tomaram a comunidade e mataram o prefeito. As tropas dirigiram-se para o interior de todas as principais cidades e a greve foi rapidamente abafada. A CNT foi declarada organização ilegal, e assim voltou a clandestinidade apenas uma semana depois de sua fundação. Alguns anos depois continuou com ações grevistas, como a greve geral organizada com a UGT, dominada por socialistas, para protestar pe balsa ;)

#### Greve geral de 1917
Uma greve geral foi instaurada em 1917, organizada principalmente por socialistas mas com uma notável atividade anarquista, particularmente em Barcelona. Foram construídas barricadas e os grevistas tentaram deter os trens. O governo respondeu ao levar as ruas um tiroteio. A luta deixou 70 pessoas mortas. Apesar da violência, as demandas dos grevistas foram moderadas, típicas de uma greve socialista desta época.

#### A CNT após a Primeira Guerra Mundial
A economia espanhola tinha sofrido em virtude do declínio da economia durante a guerra. Fábricas fechadas, o desemprego aumentou e os salários diminuíram. Esperando por um conflito de classe, em especial à luz do recente Revolução Russa, muitos da classe capitalista começaram uma guerra contra os sindicatos, particularmente a CNT. O fechamento de fábricas, ordenado pelos proprietários, tornou-se mais freqüentes. Os militantes que eram conhecidos, como tal, foram colocados em uma lista negra. Contrataram pistoleiros ou assassinos, foram contratados para matar os líderes dos sindicatos. Talvez centenas de anarquistas foram mortos durante esse período. Os anarquistas responderam com uma série de assassinatos, o mais famoso deles cometidos contra o Primeiro-ministro Eduardo Dato.
A CNT naquela época tinha até um milhão de membros. Conservava seu foco na a ação direta e sindicalismo, isto significava que as correntes revolucionárias naEspanha já não estavam à margem, mas muito mais a integração. Embora fosse errado dizer que a CNT foi totalmente anarquista, o sentimento predominante é certamente inclinado para essa direção. Cada membro eleito para o "Comite Nacional" Foi aberto um anarquista. A maioria dos membros defendia ideias anarquistas. Na verdade, quase toda a Espanha parecia radiante com o fervor revolucionário, através de ondas de greves gerais (muitas greves foram bem sucedidas no que diz respeito às demandas específicas) não era estranho  ver a literatura anarquista inundar casas de trabalhadores ou discutir ideias comuns revolucionárias. Um poderoso adversário das classes mais altas (Diaz del Moral) sustentou que "toda a população trabalhadora" sujeitas ao espírito de revolta que "eram todos agitadores".
Apesar de o anarquismo na Espanha no começo ter sido deslocado e efêmero, agora até os menores povoados tinha organizações e tomavam parte do movimento. Distintas partes da CNT (uniões, regiões, etc.) eram autônomas e desta vez intricadamente articuladas. Uma greve de trabalhadores em um campo podia quase sempre derivar em greves solidárias de trabalhadores de uma cidade inteira. Desta forma, as greves gerais não eram "convocadas", simplesmente aconteciam organicamente.

#### Greve geral de 1919
Em 1919, os chefes de uma central hidroelétrica de Barcelona reduziram os salários desatando uma gigantesca e bem-sucedida greve geral de 44 dias na qual participaram mais de 100.000 pessoas e que foi conhecida como Greve da Canadense. Os Patrões imediatamente tentaram responder militarmente, mas a greve cresceu extremamente rápido. Os empregados de outra central protagonizaram uma manifestação de apoio a seus companheiros trabalhadores. Quase uma semana depois, todos os empregados têxteis saíram às ruas. Logo, quase todos os trabalhadores elétricos somaram a greve.
Barcelona foi posta sob lei marcial, mas mesmo assim a greve continuava. O sindicato de imprensa de jornais advertiu aos donos dos Jornais de Barcelona que eles não imprimiriam nenhum tipo de crítica sobre a greve. O governo em Madrid tentou destruir a greve chamando todos os trabalhadores para o serviço militar, mas esta chamada não foi atendida, pois não conseguiu nem sequer alcançar a imprensa em papel. Quando a chamada chegou a Barcelona, a resposta foi outra greve por parte de todos os trabalhadores de Ônibus e Trens.
Na literatura, essa greve é referida em ""A verdade sobre o caso Savolta", como marco dos capítulos finais.
O governo de Barcelona finalmente cedeu para os grevistas, uma vez que efetivamente a economia catalã estava seriamente afetada. As demandas dos trabalhadores incluíam dia laboral de 8 horas, reconhecimento dos sindicatos e recontratação dos trabalhadores despedidos. Todas essas demandas foram aceitas. Também foi exigida a libertação de todos os presos políticos. O governo aceitou, mas se recusou a liberar aqueles que ainda estavam em julgamento. Os trabalhadores responderam com gritos de "Liberdade para todos!" e advertiram que a greve continuaria durante 3 dias se esta demanda não fosse corrigida. Tal como se esperava, foi o que aconteceu. Sem demora, os membros de comitês de greves e muitos outros foram imediatamente presos e a policia deteve efetivamente a segunda greve antes que alcançasse instâncias maiores.
O governo tentou acalmar os trabalhadores, que estavam claramente à beira da insurreição. Dezenas de milhares de pessoas paradas foram obrigadas a voltar a seus trabalhos. A jornada laboral de 8 horas foi declarada para todos os trabalhadores. Assim, Espanha chegou a ser o primeiro país do mundo a aprovar uma lei laboral de 8 horas diárias, resultado da greve geral de 1919.
Depois da greve geral de 1919, o aumento da violência contra os dirigentes da CNT, combinado com o surgimento da ditadura de Primo de Rivera (o qual suspendeu todas as organizações e publicações anarquistas), criaram uma quietude na atividade anarquista. Muitos anarquistas responderam a política de violência ao se converterem em "pistoleiros". Este foi um período de violência mútua, na qual vários grupos anarquistas, incluindo Los Solidarios, assassinaram vários opositores políticos. Muitos anarquistas também foram assassinados por pistoleiros do outro bando.

### A FAI

Bandeira Vermelha e negra da FAI.

Durante os anos de Miguel Primo de Rivera, muitos dos líderes da CNT começaram a expor visões "moderadas", mantendo ostensivamente a perspectiva anarquista mas sustendo que o cumprimento das esperanças anárquicas não se venderia imediatamente. A Federação Anarquista Ibérica (FAI) foi formada em 1927 para combater esta tendência.
Sua organização esteve baseada sobre grupos pequenos de ativistas autônomos. A FAI permaneceu como uma organização secreta, incluindo depois do reconhecimento de sua existência dois anos depois de sua formação. Sua natureza torna difícil julgar a extensão numérica de seus membros. Estima-se que os membros da FAI logo antes da revolução rondava entre os 5.000 e 30.000. A quantidade de membros incrementou drasticamente durante os primeiros meses da Guerra Civil.
A FAI não foi idealmente libertária, sendo dominada por militantes como Juan García Oliver e Buenaventura Durruti. Sem dúvida, esta não era autoritária em seus métodos reais; era permitida a liberdade de desentendimento para seus membros. A organização total da FAI na verdade era muito relaxada, ao contrário do que significava o modelo de "aliança" de Bakunin.
A FAI foi militantemente revolucionária, com ações que incluíam roubos de bancos para aquisição de fundos, e a organização de greves gerais, mas às vezes chegou a ser mais oportunista. Apoiou esforços moderados contra a ditadura de Rivera, e em 1936, contribuiu para o estabelecimento da Frente Popular. Por aquele tempo em que as organizações anarquistas começaram a cooperar com o governo republicano, a FAI foi convertendo-se essencialmente em umpartido político de fato e o modelo de pequenos grupos de ativistas autônomos.

### A queda de Rivera e a nova República

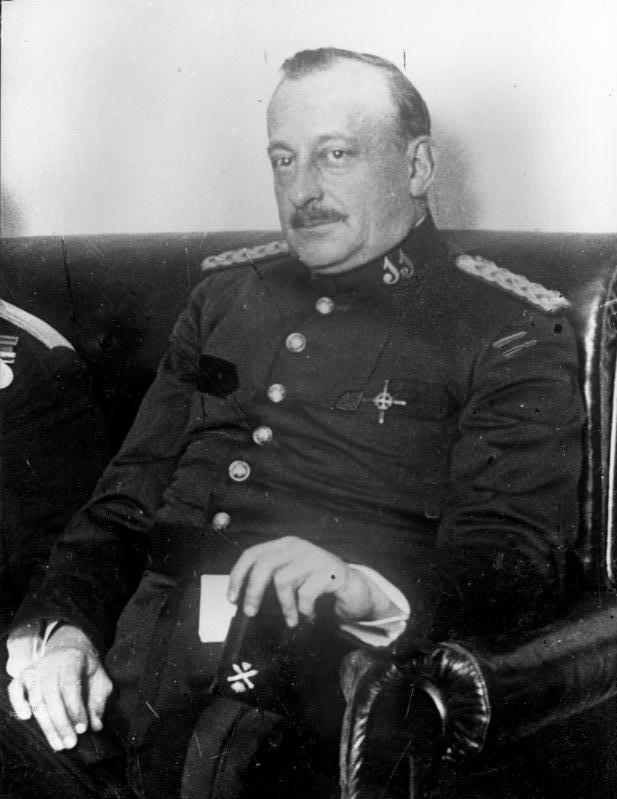
O ditador Miguel Primo de Rivera.

A CNT inicialmente deu boas-vindas a República como uma alternativa preferível a ditadura, apesar de manter os princípios de que qualquer tipo de estado é inerentemente venenoso, às vezes variam em grau de severidade.
Apesar disso, a relação não durou muito tempo. Uma greve dos trabalhadores do setor telefônico levou a uma luta nas ruas entre a CNT e as forças do governo; o exército usou armas de fogo contra os trabalhadores. Uma greve similar estourou poucas semanas depois em Sevilha; vinte anarquistas foram assassinados e cem terminaram feridos depois que o exército sitiou o ponto de encontro da CNT e destruiu sua artilharia. Uma insurreição ocorreu em "Alto Llobregat", onde os mineiros tomaram controle da vila e deflagaram bandeiras vermelhas e negras nos salões do povo.
Estas ações provocaram que a repressão do governo se tornou mais áspera. Alguns dos mais ativos anarquistas, incluindo Durruti e Ascaso, foram deportados para territórios espanhóis na África. Esta ação provocou protestos e uma insurreição em Tarrasa, onde, como em Alto Llobregat, os trabalhadores tomaram a vila e deflagaram suas bandeiras. Outra levante infrutífero ocorreu em 1933, quando grupos anarquistas atacaram os quartéis militares na esperança de que encontrariam apoio dos militares de baixa patente. O governo já estava ao par destes planos e rapidamente suprimiu a revolta.
Nenhuma destas ações teve existo. Elas terminaram com milhares de anarquistas presos e feridos. Ao mesmo tempo, a luta corpo a corpo (instigada pelos chamados "treintistas") abalaram a unidade da luta anarquista.

#### Prelúdio para a Revolução
O reformismo da república levou os anarquistas a pregar o grito "Antes das caixas eleitorais, revolução social!" A partir de sua visão, as reformas das eleições livres eram fúteis e indesejáveis, e impediam também a total liberação da classe trabalhadora.
Um levante tomou lugar em dezembro de 1933. Além de uma fuga em uma prisão de Barcelona, não se efetuou nenhum tipo de progresso antes da polícia sufocar a revolta na Catalunha e no resto do país. Zaragoza viu uma efémera insurreição manifestada na luta dos moradores de rua com a ocupação de certos edifícios.
Em Casas Viejas, os militantes rapidamente se renderam quando viram que os números das forças policiais eram maiores. Sem demora, um anarquisa conhecido pelo apelido de "Seis dedos" fez uma trincheira em sua casa com sua família e preferiu resistir a prisão. Sua casa foi queimada, sua família assassinada e os anarquistas que haviam se rendido pacificamente foram baleados. O massacre provocou repúdio por parte de todos os movimentos políticos da Espanha, incluindo os republicanos conservadores. Estes acontecimentos ficaram conhecidos como os Incidentes de Casas Viejas
Uma importante greve tomou lugar em abril, novamente em Zaragoza. Durou cinco semanas, detendo a maior parte da economia de Zaragoza. O apoio a greve também se manifestou em outros lugares do país; os anarquistas de Barcelona tomaram conta dos filhos dos grevistas (aproximadamente 13.000)

#### Astúrias
Talvez o mais claro antecedente a revolução (e a guerra civil) venho em 1934, nos distritos mineiros de Astúrias com a chamada Revolução de Outubro. A greve realizada aqui foi de índole socialista, devido a expulsão do anarquismo por parte do proletariado asturiano, muito mais ligado as ideias comunistas burocráticas da União Soviética stalinista daquele tempo.
A greve mineira começou com ataques aos quartéis da guarda civil. No povoado de Mieres, os quartéis da policia e o ajuntamento foram tomados ao grito "Vivam os sovietes, viva a união". Os grevistas mudaram-se continuando com a ocupação do povoados, incluindo a capital de Astúrias em Oviedo. Os trabalhadores haviam tomado o controle de quase toda Asturias, com os cantos de "Unidade, irmãos proletários" e através da Aliança Obreira da UHP.
O encerramento da revolta foi liderada pelo general Francisco Franco, que posteriormente lideraria uma rebelião contra a república e se converteria em um ditador. Os mineiros capturados enfrentaram tortura, violação, mutilação e execução. Este feito era um presságio da mesma brutalidade vista dois anos depois durante a Guerra Civil Espanhola.

#### A Frente Popular
Com o crescimento dos partidos políticos de direita (os ultraconservadores de Gil-Robles, a CEDA católica, por exemplo), os partidos de esquerda sentiram a necessidade de se unir em uma Frente Popular. Este incluiu republicanos, socialistas, comunistas e outros partidos de esquerda; Os anarquistas não chegaram a fazer parte dele, mas recomendaram o voto a essa coalizão.
Os elementos mais radicais da CNT-FAI não estavam satisfeitos com as políticas eleitorais. Depois de que a Frente Popular alcançava o poder, as greves, manifestações e rebeliões estouraram por toda a Espanha.
No campo, quase 5 km² de terras foram tomadas por camponeses. A Frente Popular começou a perder o controle. Os anarquistas continuariam com as greves inclusive quando os socialistas mais prudentes chamaram a detê-las, levando consigo a comida das reservas para os fundos de greve.
O Congresso Nacional da CNT em maio de 1936 teve um tom abertamente revolucionário. Entre os temas discutidos estavam a Liberdade Sexual, planos para as comunidades agrícolas e a eliminação da hierarquia social.

### Guerra Civil Espanhola

#### Presença anarquista
O governo republicano respondeu a tentativa de levante militar com uma notavel timidez e falta de ação. A CNT havia advertido a Madrid sobre um levante baseado em Marrocos meses antes e inclusive deu a data e hora exata deste 19 de julho as 5 da madrugada, informação obtida através de uma grande rede de espionagem. Ainda assim, a Frente Popular não fez nada, e se negou a armar a CNT. Cansados de pedir armas sem poder recebe-las, os militantes da CNT atacaram um arsenal e repartiram as armas entre os sindicatos. As milícias foram postas em alerta dias antes do planejado levante militar.
O levante foi adiantado dois dias 17 de julho e estourou em áreas defendidas por militantes anarquistas, tais como Barcelona. Algumas fortalezas anarquistas, tais como Zaragoza cairam, para grande desânimo daqueles em Catalunha; Isto se deve a vez que receberam um comunicado de Madrid que os tranquilizava, argumentando que não era uma "situação desesperadora", por isso não se prepararam corretamente. O governo ainda permanecia negando as armas, e inclusive disse que as forças "nacionalistas" estavam se colocando em locais que não eram deles. Devido principalmente as milícias dos sindicatos, anarquistas e socialistas, as forças rebeldes não puderam consumar um pronunciamento tendo que ir a Guerra Civil
As milícias anarquistas eram notavelmente libertárias, particularmente pelo princípio de ter um exército popular. Não possuiam um sistema, nem hierarquia, nem saudações específicas, e os chamados "comandantes" eram elegidos pela própria tropa. A unidade anarquista mais efetiva foi a Coluna Durruti, liderada pelo lendário militante Buenaventura Durruti. Começou com 3.000 milicianos, com um máximo de 8.000 homens. Não tiveram demasiada dificuldade para obter armas de um temeroso governo republicano, assim Durruti e seus homens compensaram as armas sem usar que existiam nas reservas do governo. A morte de Durruti em 20 de novembro de 1936 debilitou a coluna em seu espírito e sua habilidade tática. Eles foram eventualmente incorporados, por ordens, ao exército regular. Quase um quarto da população de Barcelona assistiu o funeral de Durruti.
Ainda se desconhece realmente como morreu o anarquista (Fala-se das "quatro mortes de Durruti"); historiadores modernos tendem a aceitar que foi um acidente, talvez devido ao mal funcionamento de sua arma ou a algum fogo aliado, mas existem rumores de que algum de seus homens o haviam traído, enquanto os anarquistas disseram que ele havia morrido heroicamente pelo disparo de um franco-atirador fascista ou comunista, colocamo essa última teoria na crescente dinâmica de deslegitimização e destruição do movimento libertário que acabou com amplos setores do comunismo espanhol durante a Guerra Civil, sob a sombra de Stalin.
Outra famosa unidade foi aColuna de Ferro, composta essencialmente de anarquistas de Valência, mas estava desempregado e outros espanhóis "deserdados" adeptos da Revolução. O governo republicano os tachou de "incontroláveis" e "bandidos", mas tiveram muito sucesso durante as batalhas e contribuíram para a expansão da Revolução pelas terras que passavam. Em Março de 1937, foram integradas contra a sua vontade para o exército regular.

#### Colaboração da CNT-FAI com o governo
Em 1936, a CNT decidiu, depois de várias negativas cooperar com o governo de Francisco Largo Caballero. Joan García Oliver se tornou ministro da Justiça (que aboliu as despesas jurídicas e destruídos todos os arquivos criminosos), e Federica Montseny foi transformado em Ministro da Saúde, para citar apenas alguns.
Durante a Guerra Civil Espanhola, alguns anarquistas fora da Espanha, criticados por toda a liderança da CNT dentro do governo e garantiu que o setor comunista republicano. É verdade que nesses anos o movimento anarquista espanhol abandonou muitos dos seus princípios básicos, mas aqueles na Espanha considerou que este era um ajustamento temporário, e Franco foi derrotado uma vez, eles iriam continuar com os seus modos liberais. Houve também uma preocupação com o crescente poder dos comunistas no seio do governo autoritário. Montseny, então explico: "Nestes momentos que só vê a realidade da situação criada por nós: os comunistas no governo e fora nós mesmos, as múltiplas possibilidades, e todas as nossas conquistas ameaçadas".
Certamente, alguns dos anarquistas que se encontravam fora da Espanhaa viam as conceções tão necessárias, considerando la ceñuda posibilidad de perder todo, de ser que los fascistas ganaran la guerra. Emma Goldman dijo, "Con Franco a la entrada de Madrid, puedo difícilmente culpar a la CNT-FAI por elegir la maldad menor: la participación en el gobierno antes que la dictadura, la perversidad más mortal".

#### Revolução de 1936
Então, nestes dias, o debate prossegue entre anarquistas.Junto para a luta contra o fascismo, houve uma profunda revolução libertária em todo o território que estava sob o domínio da República, especialmente em Barcelona.
A maior parte da economia espanhola foi colocada sob o controle dos trabalhadores, principalmente em áreas como os anarquistas Catalunha, esse fenômeno chegou a 75% do total de indústria, mas nas áreas de influência socialista, a taxa foi consideravelmente menor. As fábricas foram organizadas por comitês de trabalhadores, áreas agrícolas atingiram colectivizados comunas e agir como um libertário. Mesmo locais como hotéis, restaurantes e salões cabelos foram colectivizados e exploradas pelos seus próprios trabalhadores.
Os municípios foram utilizados de acordo com o princípio básico da "De acordo com sua habilidade,de acordo com suas necessidades". Em alguns lugares, o dinheiro foi totalmente removido, a ser substituído por vales. Segundo este sistema, o custo das mercadorias eram muitas vezes pouco mais de um quarto do custo anterior
Apesar das críticas que elogios a mais eficiente, produzindo mais anarquista comunas que antes de ser colectivizados. A recém-libertada áreas trabalhadas sobre princípios libertário, as decisões eram tomadas por conselhos de cidadãos comuns, sem qualquer espécie de burocracia (vale a pena mencionar que os dirigentes da CNT-FAI neste período não foi tão radical como a membros responsáveis por estas mudanças drásticas).
Juntamente com a revolução económica, houve um espírito de revolução cultural. As tradições opressoras foram eliminados. Por exemplo, eles eram permitidas as mulheres a ter abortos, e a ideia de "auto-amor" se tornou popular. De muitas formas, o espírito de libertação cultural era semelhante à dos movimentos "Nova esquerda" da década de 1960.

#### Contrarrevolução
Durante a Guerra Civil, os reacionários do Partido Comunista ganharam uma influência considerável devido à ajudar recebida da União Soviética. Comunistas e liberais do lado da República fizeram esforços para esmagar a revolução anarquista. O Pravda anunciou em Dezembro de 1936 que "…a limpeza trotskistas e anarco-sindicalistas já começou. Será realizada com a mesma força que na URSS". Outro comunista ousadamente proclamou em uma entrevista que " Os anarquistas desaparecerão rapidamente logo após a derrota de Franco".
Seus esforços para enfraquecer a revolução, em última análise, foram bem sucedidos: a hierarquia foi restabelecido em muitas áreas coletivizados, e foi removido o poder das mãos dos trabalhadores e dos sindicatos, sendo este monopolizado pela Frente Popular.
O esforço mais dramático e repressivo contra os anarquistas veio em maio de 1937, no que ficou conhecido como as Jornadas de Maio de 1937. As forças comunistas lideradas por policiais sob a influência da Partido Comunista de Espanha suportado pela URSS e seu braço local, o Partido Socialista Unificado da Catalunha (PSUC), tentaram tomar o controle do edifício da central telefônica sob o controle dos anarquistas. Isso foi parte de uma série de medidas semelhantes tomadas pelo governo catalão a mando da URSS para esmagar as forças socialistas anti-stalinista.
O governo republicano, fortemente influenciado pelo seu principal benfeitor internacional, a URSS, enviou 10.000 soldados da Guarda de Assalto a Barcelona para assumir o controle da cidade Cinco dias de combates de rua se seguiram, causando mais de 500 mortes. Isso foi parte de uma série de medidas semelhantes tomadas pelo governo catalão a mando da URSS para esmagar as forças socialistas anti-stalinista.
De fato, o fervor antianarquista serviu para enfraquecer os esforços  de guerra contra os fascistas. Por exemplo, uma gigantesca reserva de armas foi autorizada a mergulhar contra as forças franquistas por medo de que outra forma poderia acabar nas mãos dos anarquistas. Tropas foram deslocadas das linhas de frente para esmagar os anarquistas locais. Vários soldados anarquistas foram mortos por suas ideologia política, um líder dos  repressivos, Enrique Lister, disse:
"atiraria em todos os anarquistas, que pudesse". Se supõe que vários anarquistas foram levados presos sob ordens comunistas, em vez de lutar na frente, e o que é mais, muitos destes prisioneiros foram torturados e assassinados.
George Orwell, em seu livro Homage to Catalonia vê os dias de Maio como uma supressão da revolução por partidos apoiados pela URSS como o PSUC. Ele argumentou que Stalin não queria uma genuína revolução socialista na Espanha. Emma Goldman, proeminente anarquista americana, acrescenta o relato de Orwell em sua Letter to the editor of the times on issues of current interest .

### Os anos da ditadura de Franco

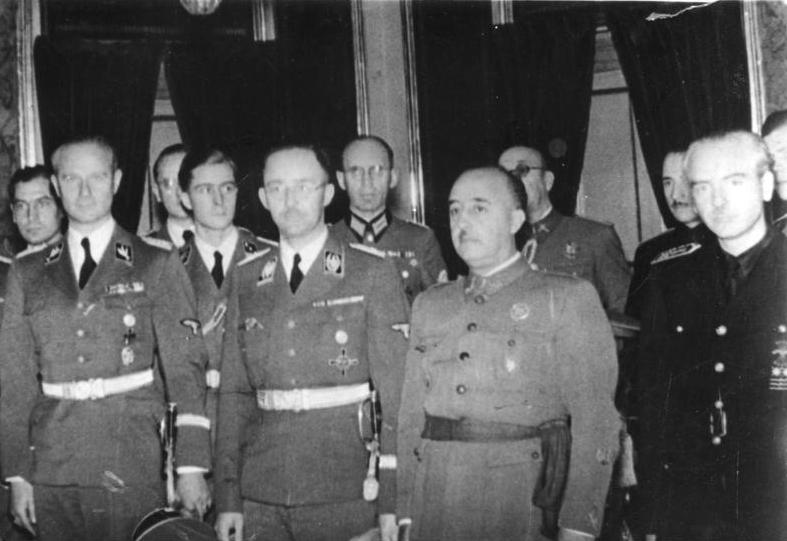
Francisco Franco junto a Heinrich Himmler, um dos ministros da Alemanha nazista de Hitler.

Em 1939 a Lei de responsabilidades políticas ilegalizou a organização e os seus bens foram expropriados; edifícios, equipamentos, veículos, contas bancárias, empresas coletivizados e documentação. Na época, a CNT teve um milhão de membros e da infra-estrutura, que foi amplamente apoiada.
A CNT operou clandestinamente na Espanha durante a ditadura de Francisco Franco como parte da oposição, sustentando também atividades cenetistas. Alguns continuaram pegando em armas mesmo no exílio contra o regime de Franco, ficaram conhecidos como maquis. Desde então, posições divergentes conduziram a formas representativas de organização o que levou a um enfraquecimento da organização, perdendo considerável influência entre a população. Ao mesmo tempo em 1961 
a CNT começou a se aproximar de organizações de trabalhadores vinculadas aio catolicismo como a Irmandade dos Trabalhadores da Ação Católica (HOAC) e a Juventude Católica Trabalhadores (JOC).

### Atualidade

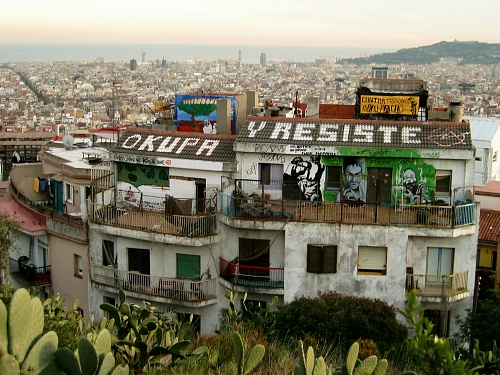
Uma okupa em Barcelona

A CNT existe hoje, com os mesmos princípios. No entanto, sua influência é limitada na foto trabalhistas. O CNT, em 1979, se separou em 2 fações: CNT-AIT e CNT-U. A CNT-AIT conservou o nome original, "CNT", o que levou à CNT-U mudar o seu nome para Confederação Geral do Trabalho (CGT), em 1989. A CGT tem aproximadamente 60.000 membros como um sindicato e tem uma presença nas disputas trabalhistas. Uma importante razão para a separação e a principal diferença entre os dois sindicatos é que a CGT está envolvida, como muitos outros sindicatos, nas eleições sindicais, enquanto a CNT não. A CGT tem um número significativo de representantes de algumas empresas, como do banco e também em RENFE e do Metro de Barcelona. A CNT acreditavam estar envolvidos na execução das obras e se libertaram união é contrária aos seus princípios. Isso não o impede de ter uma cultura, como atesta a recente greve que tem vindo a promover: a limpeza da UPO de Sevilha, na limpeza do Metro de Madrid, à estação de Brisamar ou no ensino público na Comunidade Madri, além das históricas greves e AUSS Mercadona Logistics Center, em Sant Sadurní d'Anoia, que durou mais de 100 dias.
As ideias anarquistas gozavam de considerável popularidade em algumas partes da Espanha. Durante o 1 de maio grandes eventos ocorrem anualmente. Em Barcelona, o movimento okupa está muito estendido; muitas destas vivendas ocupadas e centros sociais okupados mantêm certas práticas que procedem da tradição anarquista ainda que muitos rejeitem significativamente a organização orgânica no estilo da CNT e da CGT
Atualmente, apesar de  muitos anarquistas não simpatizarem totalmente com o anarcossindicalismo ou outras correntes libertárias clássicas, os fazem entre muitos coletivos anarquistas, como, por exemplo, distribuidoras contrainformativas, centros sociais ocupados, grupos de música, bibliotecas sociais, criando uma espécie de movimento libertário muito diverso.
No ano de 2007, foi visto a aparição da Federação Ibérica de Juventudes Anarquistas (FIJA), que pretende difundir as ideias libertárias entre a Juventude. A diferença da FIJL insurrecional, diz estar apoiando o anarcossindicalismo e com visões associativas e teóricas pluralistas do anarquismo contemporâneo. Ainda que haja adotado siglas diferentes, se reconhece como a continuadora da FIJL histórica. Publica um informativo chamado "El Fuelle"

## Violência

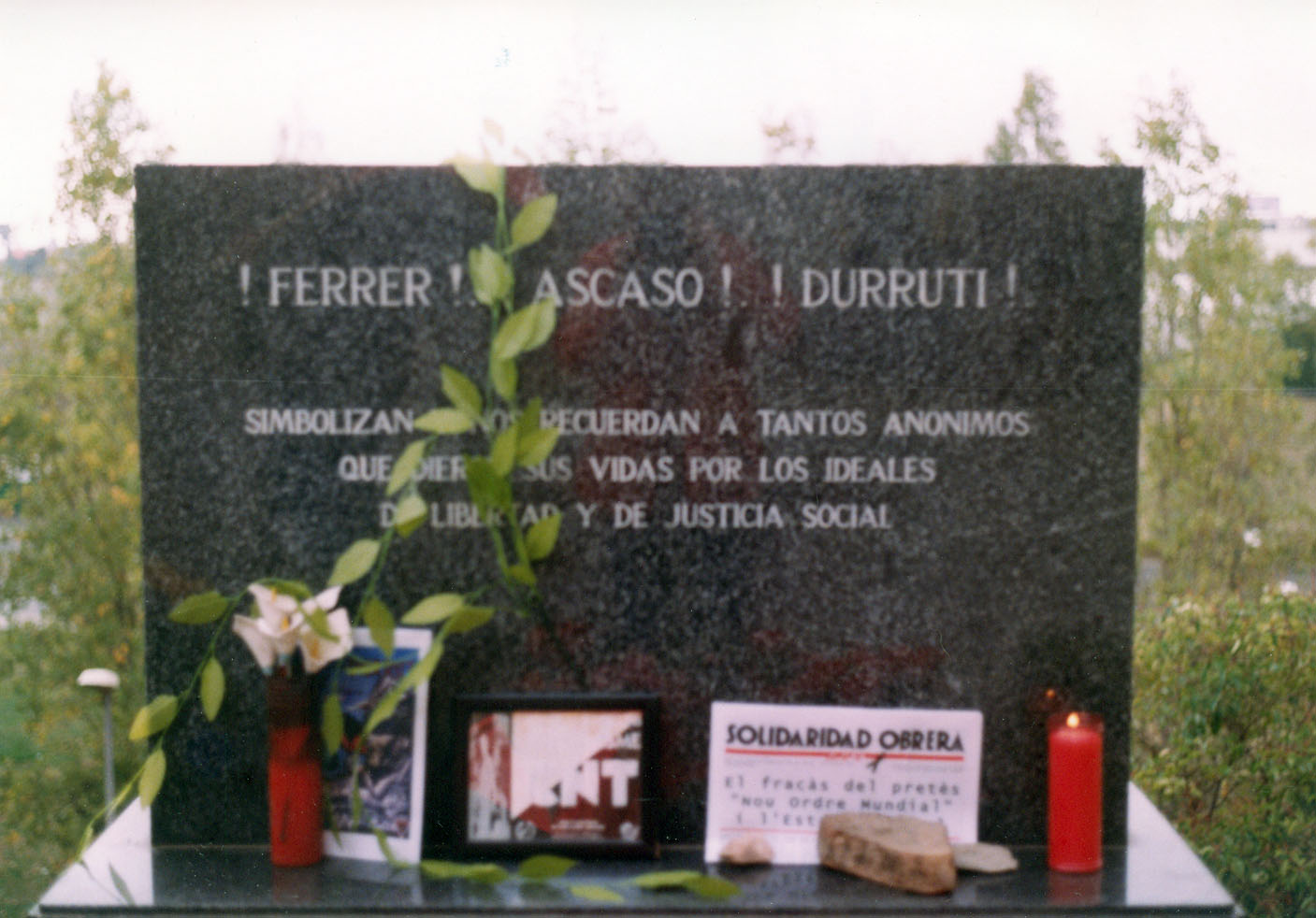
Tombstone no cemitério Montjuïc em memória dos anarquistas Durruti, Ascaso e Ferrer i Guàrdia

Enquanto que muitos anarquistas se opuseram ao uso da força, alguns militantes estavam usando a violência, a realização de atentados e assassinatos, principalmente ao longo do século XIX. Esta "propaganda pelo ato" ocorrido antes da ascensão do sindicalismo anarquista como uma tática, com a descoberta de outras medidas de pressão social como greves, e depois de uma longa história de repressão policial, que matou dezenas de anarquistas, terminou com o seu desaparecimento gradual.
Os deserdados, eram um grupo secreto que defendia o uso da violência e ao qual foi atribuído um grande número de assassinatos. Há também rumores acerca de um outro grupo, Mano Negra,  suspeitado de estar por trás de vários assassinatos e atentados à bomba, embora não haja provas de que o grupo era apenas um mito criado pela polícia na Guarda Civil,  afamado pela sua brutalidade. É sabido, com efeito, que a polícia inventou ações dos seus inimigos, ou o auto-atentado, usados como uma desculpa para justificar a repressão. A solidariedade e Os Amigos de Durruti foram outros grupos que usaram a violência como arma política. O grupo anterior foi responsável pelo roubo do Banco de Bilbau, que perdeu 300.000 pesetas, o assassinato do Arcebispo de Saragoça Juan Romero Soldevilla, que foi declarada como um clérigo reaccionário. A Solidariedade interrompido o uso da violência com o fim da ditadura de Primo de Rivera, quando os anarquistas tiveram mais oportunidades para servir abertamente.
Na Espanha, no início do século passado, bem como durante a 2 ª República e da Guerra Civil, houve violentos episódios em que deflagrou-se drasticamente a perseguição religiosa. Possivelmente o mais importante, sem contar os episódios que ocorreram durante a guerra civil, foi de A semana trágica em Barcelona, em 1909, que reclamou a responsabilidade pelo anarquista círculos. Também os acontecimentos de 11 de maio de 1931 em Madri eram muito visíveis em várias destas quadrilhas foram dispararam contra vários conventos, igrejas e instituições religiosas. Os anarquistas também foram usados como bode expiatório pelas autoridades, por diversas ocasiões, tais como Francisco Ferrer y Guardia, considerado a partir da inspiração ideológica A Semana Trágica e condenado à morte por ele.